# Протестна мрежа
„Протестна мрежа“ е независимо обединение, създадено от участниците в подкрепа на протестите срещу кабинета „Орешарски“. Тя има за цел да съдейства и да насърчава диалога между протестиращите, да подпомогне процеса на вземане на общи решения и представянето на общи позиции. Тя е инструмент за гражданско участие и контрол, както и коректив на действията на политическата класа, така че те да бъдат защитени основните обществени интереси.

## Структура
Протестната мрежа е хоризонтално обединение, в което са участват всички автентични групи от протеста ДАНСwithme, участващи в организирането на протестите на местно ниво, страната и извън България. Всяка от съставящите Протестната мрежа групи запазват своето самоуправление, облик и функциониране. Всичко, ставащо вътре в тях се решава от самите групи и остава тяхно суверенно право.
Групите са както виртуални (Facebook и други социални мрежи, форуми и др. форми на интернет комуникация), така и реални събрания от хора или комбинация от двете.

## Дейности
От август 2013 г. Протестна мрежа издава електронен вестник #Протест.
На 25 февруари 2014 г. участници в Протестна мрежа внасят сигнал до главния прокурор Сотир Цацаров за „организирана престъпна група“ около бившия депутат от ДПС и за кратко шеф на ДАНС Делян Пеевски, собственика на Корпоративна търговска банка (КТБ) Цветан Василев и Николай Бареков.
На 7 май 2014 г. Протестна мрежа внеся сигнал в Централната избирателна комисия за скритата агитация за партия Атака през търговската реклама на телевизия АЛФА.